# Alegorie Podzimu (Lysá nad Labem)
Alegorie Podzimu je socha, která je součástí souboru alegorií ročních období v zámeckém parku v Lysé nad Labem. Socha je situována na jižní stranu horní terasy. Je pravděpodobné, že toto místo zaujímala již od doby svého osazení do zámeckého parku v letech 1734 až 1735. Socha je z jemnozrnného pískovce šedobílé barvy s okrovými skvrnami. Socha byla vytesána v dílně Matyáše Bernarda Brauna, konkrétně Sochařem z Benátek, jímž by mohl být snad František Adámek. Socha patří do památkově chráněného zámeckého areálu.

## Popis
Podzim je pojednán jako římský bůh vína a radovánek, Bakchus. Oblečen je pouze do pláště, jenž zakrývá jeho klín a dále spadá v miskovitých a korýtkovitých záhybech dolů přes jeho záda. Postoj sochy je stejný jako u alegorie Léta.
Bakchus svírá oběma rukama obrovitý hrozen vína, ze kterého se snaží snad vymačkat šťávu, aby nasytil malé putti, stojící za jeho levou nakročenou nohou. Putti drží ve svých rukou nádobu ve tvaru mušle tak, aby mohl získanou šťávu ihned vypít. Bůh radovánek je ztvárněn, jako půvabný, avšak dosti pohublý mladík s oble plnými boky a užším hrudníkem. Na svých vlnitých kadeřích má nasazenou korunu z hroznů vinné révy. Podzim tak připomíná měsíc, kdy se slaví sklizeň vinné révy, formou vinobraní.